# Беїле-Тушнад
Беїле-Тушнад (рум. Băile Tușnad) — місто у повіті Харгіта в Румунії. Адміністративно місту також підпорядковане село Карпітус (населення 19 осіб, 2002 рік).
Місто розташоване на відстані 190 км на північ від Бухареста, 24 км на південь від М'єркуря-Чука, 57 км на північ від Брашова.

## Населення
За даними перепису населення 2002 року у місті проживали 1728 осіб.
Національний склад населення міста:
| Національність | Кількість осіб | Відсоток |
| -------------- | -------------- | -------- |
| угорці         | 1615           | 93,5%    |
| румуни         | 106            | 6,1%     |
| цигани         | 7              | 0,4%     |

Рідною мовою назвали:
| Мова      | Кількість осіб | Відсоток |
| --------- | -------------- | -------- |
| угорська  | 1619           | 93,7%    |
| румунська | 102            | 5,9%     |
| циганська | 7              | 0,4%     |

Склад населення міста за віросповіданням:
| Релігія                                       | Кількість осіб | Відсоток |
| --------------------------------------------- | -------------- | -------- |
| римо-католики                                 | 1437           | 83,2%    |
| реформати                                     | 122            | 7,1%     |
| православні                                   | 112            | 6,5%     |
| унітарії                                      | 31             | 1,8%     |
| лютерани (Синодально-пресвітеріанська церква) | 5              | 0,3%     |
| п'ятдесятники                                 | 3              | 0,2%     |
| не релігійні                                  | 2              | 0,1%     |
| греко-католики                                | 1              | 0,1%     |
| адвентисти                                    | 1              | 0,1%     |
| атеїсти                                       | 1              | 0,1%     |

## Зовнішні посилання
- Дані про місто Беїле-Тушнад на сайті Ghidul Primăriilor [Архівовано 15 травня 2012 у Wayback Machine.]